# Mirrors (Justin-Timberlake-Lied)
Mirrors (deutsch: Spiegel) ist ein Lied des US-amerikanischen Popsängers Justin Timberlake. Es erschien im Februar 2013 als Singleauskopplung aus seinem dritten Studioalbum The 20/20 Experience und erreichte unter anderem in Großbritannien und Australien Platz eins der Charts. Der bereits 2009 erstmals konzipierte Song entstand unter der Beteiligung von Timberlake selbst, Timbaland sowie Jerome „J-Roc“ Harmon und James Fauntleroy.

## Entstehung
Mirrors wurde bereits 2009, während der Arbeiten an Timbalands drittem Studioalbum Shock Value II, konzipiert. Erst drei Jahre später entschloss man sich zu einer Veröffentlichung. Dabei repräsentieren die ersten knapp fünf Minuten die ursprüngliche Version des Songs, die eher dem Pop-Rock angehört, während die weiteren drei Minuten erst Jahre später hinzukamen und stark R&B-geprägt sind. Im Radio Edit existieren ebenfalls beide Teile in gekürzten Versionen.
Neben Timbaland und Timberlake schrieben auch Jerome „J-Roc“ Harmon und James Fauntleroy an der Single mit. Aufgenommen und abgemischt wurde sie von Chris Godbey, Alejandro Baima, Jimmy Douglass und Timbaland. Als Instrumentalisten waren Elliot Ives (Gitarre), Jerome „J-Roc“ Harmon (Keyboard) sowie das Benjamin Wright Orchestra (Streicher) beteiligt.
Timberlake gab bekannt, dass er den Song seiner Ehefrau Jessica Biel und seinen Großeltern widme. Für ihn war Mirrors das große Comeback nach zwei Jahren Abwesenheit von der Bühne der internationalen Charts.

## Musikvideo
Das Musikvideo zeigt mit einer Länge von 8:28 abwechselnd Szenen aus drei verschiedenen Lebensabschnitten eines Paares: Das Kennenlernen und die glückliche erste Liebe in der Jugend in den 1950ern, den schwierigen Beginn der Ehe mit einer Schwangerschaft in den 1970ern sowie den Lebensabend. 
Zu Beginn erinnert sich eine ältere Frau an ihre Jugend, wie sie ihren Mann kennenlernte und sie sich in einem Laufgeschäft zu einem Date verabredeten. In den 1970ern werden beide auf einem Bett gezeigt, wobei ihr Gesicht voll von tränenzerlaufenen Mascara ist; es wird angedeutet, dass sie zum ersten Mal schwanger ist. Die ältere Frau erinnert sich an diese Szenen, während sie immer wieder tanzend mit ihrem (eigentlich bereits verstorbenen) Ehemann gezeigt wird, bevor sie ihre Habseligkeiten endgültig in Kartons packt und aus der gemeinsamen Wohnung auszieht. Währenddessen wird gezeigt, wie ihr Mann eine vermeintliche Schaufensterpuppe in einem Brautkleid beobachtet; diese stellt sich als seine Frau in mittleren Jahren heraus. Ein Buch, das bei dem jungen Paar im Laufgeschäft auf dem Boden gelegen hatte, fällt der älteren Frau in die Hände; danach wird gezeigt, wie der Mann mittleren Alters seiner Frau einen Ehering ansteckt. Kurz darauf wird der Ring an der Hand der älteren Frau gezeigt, während diese ihn abnimmt und fallen lässt und Timberlake selbst ihn in einer anderen Einstellung auffängt. Das ältere Paar bewegt sich dann im Raum aufeinander zu, erreicht sich jedoch nicht und verschwindet in mehreren Spiegeln.
Im letzten Abschnitt tanzt und singt Timberlake selbst in einem Spiegelkabinett und wird später von zwei Tänzerinnen begleitet. Zum Schluss wird angedeutet, dass beide vor einem Spiegel stehen und sich synchron bewegen.
Das Video entstand unter der Regie von Floria Sigismondi, die für ihr Werk mit dem MVPA-Award (Music Video Production Association) als Regisseur des Jahres ausgezeichnet wurde. Zudem gewann das Video den MTV Video Music Award 2013.
Timberlake widmete das Video seinen Großeltern William und Sadie, wie auch die erste Einstellung („For William and Sadie“) zeigt. William war erst im Dezember des vergangenen Jahres nach 63 Jahren Ehe verstorben. Kritiker lobten das Video, so bezeichnete James Montgomery von MTV es als „elegant“ und „wirklich wahrhaft berührend“ und wertet die Szene, bei der Timberlake den Ring seiner vermeintlichen Großmutter auffängt, als „Weitergabe des Erbes“.

## Kritiken
Die Kritiken fielen im Allgemeinen deutlich positiv aus. Robert Copsey vom Digital Spy befindet Mirrors für „bemerkenswert frisch“ und vergleicht dieses Comeback mit seinem ersten großen Erfolg Cry Me a River. Auch das Billboard Magazine zieht den Vergleich mit Cry Me a River und befindet zehn Jahre danach, mit Jessica Biel verheiratet statt in einer endenden Beziehung mit Cameron Diaz, dass Timberlake nicht mehr „gebrochen“, sondern „ganz“ sei. Bill Lamb von about.com vergibt viereinhalb von fünf Sternen und hält ihn für einen „exzellenten Pop-Hit“, lobt vor allem Timberlakes Falsett-Part am Ende des Songs. Lamb resümiert jedoch auch, dass „wir schon viel davon gehört haben“.

## Kommerzieller Erfolg

### Chartplatzierungen
Mirrors erreichte in sieben Staaten Platz eins der Charts, darunter drei Wochen in Großbritannien sowie in Australien, Schottland und Polen. In den Vereinigten Staaten landete das Lied auf Platz zwei der Billboard Hot 100, erreichte jedoch die Spitze der Billboard Mainstream Top 40 sowie der Billboard Adult Top 40. In Deutschland erreichte die Single Platz zwei, in Österreich Platz sieben und in der Schweiz Platz fünf. 
In Australien, Kanada und den Vereinigten Staaten erreichte die Single Doppel-Platin-Status; in Deutschland, Großbritannien, Neuseeland und Dänemark erhielt sie die Platin-Schallplatte.
| ChartsChartplatzierungen       | Höchstplatzierung | Wochen |
| ------------------------------ | ----------------- | ------ |
| Deutschland (GfK)              | 2 (32 Wo.)        | 32     |
| Österreich (Ö3)                | 7 (23 Wo.)        | 23     |
| Schweiz (IFPI)                 | 5 (33 Wo.)        | 33     |
| Vereinigte Staaten (Billboard) | 2 (42 Wo.)        | 42     |
| Vereinigtes Königreich (OCC)   | 1 (36 Wo.)        | 36     |

| ChartsJahrescharts (2013)      | Platzierung |
| ------------------------------ | ----------- |
| Deutschland (GfK)              | 16          |
| Österreich (Ö3)                | 42          |
| Schweiz (IFPI)                 | 26          |
| Vereinigte Staaten (Billboard) | 6           |
| Vereinigtes Königreich (OCC)   | 10          |

### Auszeichnungen für Musikverkäufe
| Land/Region                  | Auszeichnungen für Musikverkäufe (Land/Region, Auszeichnung, Verkäufe) | Verkäufe  |
| ---------------------------- | ---------------------------------------------------------------------- | --------- |
| Australien (ARIA)            | 3× Platin                                                              | 210.000   |
| Brasilien (PMB)              | 3× Diamant                                                             | 750.000   |
| Dänemark (IFPI)              | Gold                                                                   | 15.000    |
| Deutschland (BVMI)           | Platin                                                                 | 300.000   |
| Frankreich (SNEP)            | —                                                                      | 38.300    |
| Italien (FIMI)               | 2× Platin                                                              | 100.000   |
| Kanada (MC)                  | 3× Platin                                                              | 240.000   |
| Mexiko (AMPROFON)            | Platin                                                                 | 60.000    |
| Neuseeland (RMNZ)            | 5× Platin                                                              | 150.000   |
| Österreich (IFPI)            | Gold                                                                   | 15.000    |
| Portugal (AFP)               | Platin                                                                 | 10.000    |
| Schweden (IFPI)              | 2× Platin                                                              | 80.000    |
| Schweiz (IFPI)               | Platin                                                                 | 30.000    |
| Spanien (Promusicae)         | Platin                                                                 | 60.000    |
| Vereinigte Staaten (RIAA)    | 2× Platin                                                              | 3.900.000 |
| Vereinigtes Königreich (BPI) | 3× Platin                                                              | 1.800.000 |
| Insgesamt                    | 2× Gold · 25× Platin · 3× Diamant ·                                    | 7.758.300 |

Hauptartikel: Justin Timberlake/Auszeichnungen für Musikverkäufe

## Coverversionen
Noch im April 2013 nahm die US-amerikanische Band Paradise Fears eine Coverversion von Mirrors auf; später folgten Boyce Avenue mit ihrer Interpretation. In der „Live Lounge“ von BBC Radio 1 sangen auch Everything Everything sowie Ellie Goulding eigene Versionen des Songs.
Weitere Coverversionen
- 2013: Paradise Fears
- 2013: Boyce Avenue und Fifth Harmony
- 2013: Our Last Night
- 2013: Ellie Goulding (Live-Version)
- 2013: Cimorelli und James Maslow (von Big Time Rush)
- 2014: Sam Alves